# Чэнлай, Аркхом
Аркхом Чэнлай (тайск. อาคม เฉ่งไล่; род. 11 июня 1970, Транг) — тайский боксёр, представитель первой средней весовой категории. Выступал за сборную Таиланда по боксу в первой половине 1990-х годов, бронзовый призёр летних Олимпийских игр в Барселоне, серебряный призёр Азиатских игр в Хиросиме, бронзовый призёр чемпионата Азии, победитель турниров национального и международного значения. Также известен как боец муай-тай.

## Биография
Аркхом Чэнлай родился 11 июня 1970 года в томбоне На Там Таи провинции Транг. В детстве играл в футбол, впоследствии в возрасте двенадцати лет увлёкся муай-тай и решил стать бойцом — проходил подготовку в одном из тренировочных лагерей в Бангкоке.
Выступал на различных турнирах по тайскому боксу под псевдонимом Иссара Сакгририн (тайск. อิสระ ศักดิ์กรีรินทร์). В частности, неоднократно выходил на ринг знаменитого Стадиона Лумпхини, боксировал со многими известными бойцами своего времени, такими как Ноквид Деви и Рамон Деккерс, владел титулом чемпиона в лёгкой весовой категории. За победу над голландцем Деккерсом в ноябре 1990 года получил рекордный гонорар в 120 тыс. бат.
Добившись успеха в тайском боксе, Чэнлай решил попробовать себя в олимпийском любительском боксе. В 1992 году он вошёл в основной состав таиландской национальной сборной и завоевал бронзовую медаль на домашнем чемпионате Азии в Бангкоке. Благодаря череде удачных выступлений удостоился права защищать честь страны на летних Олимпийских играх в Барселоне — в зачёте первой средней весовой категории благополучно прошёл троих соперников по турнирной сетке, в том числе взял верх над литовцем Виталиусом Карпачаускасом на стадии четвертьфиналов, однако в полуфинале встретился с ирландским боксёром Майклом Кэрратом и уступил ему со счётом 4:11, получив тем самым бронзовую олимпийскую медаль (стал единственным медалистом Таиланда на этих Играх).
После барселонской Олимпиады Чэнлай ещё в течение некоторого времени оставался в составе боксёрской команды Таиланда и продолжал принимать участие в крупнейших международных турнирах. Так, в 1994 году он выиграл серебряную медаль на домашнем Кубке мира в Бангкоке, потерпев поражение от представителя Узбекистана Наримана Атаева, выступил на международном турнире в Италии, побывал на летних Азиатских играх в Хиросиме, откуда привёз награду бронзового достоинства — единственное поражение потерпел в финале от казаха Нуржана Сманова.
Завершив спортивную карьеру, занялся бизнесом. Владел рестораном в своей родной провинции Транг.